# Пачі Лопес
Франсіско Хавєр Лопес Альварас (баск. Patxi López 4 жовтня 1959 Португалетте, Бискайя) — баскський політик, Леендакарі[що?] Країни Басків з 7 травня 2009 до 15 грудня 2012.

## Біографія
Народився 4 жовтня 1959 року в сім'ї робітників. Батько Едуардо Лопес був одним із лідерів Соціалістичної партії Країни Басків.
З дитинства дотримувався лівих поглядів соціалістичного зразка. Розпочав навчання в Університеті Країни Басків, проте не встиг закінчити оскільки був обраний до Конгресу депутатів Іспанії у віці 28 років. З 1977 року член Соціалістичної партії Країни Басків. Другий наймолодший депутат Іспанського парламенту після Хосе Сапатеро.

## Леендакарі Країни Басків
У 2009 році Соціалістична партія на виборах до Парламенту Країни Басків зайняла друге місце, проте в коаліції з Народною Партією їм вдалось створити коаліцію.
Під час правління був лобістом визнання геноциду вірмен. Є активним лобістом вірменського питання в Західній Європі.